# Lexington (North Carolina)
Lexington ist eine City im Davidson County im US-Bundesstaat North Carolina. Das U.S. Census Bureau hat bei der Volkszählung 2020 eine Einwohnerzahl von 19.632 ermittelt.
Die Stadtfläche beträgt 45,6 km². Die 1828 gegründete Stadt Lexington liegt etwa 30 km südlich von Winston-Salem, etwa 90 km nordöstlich von Charlotte und etwa 160 km westlich von Raleigh.
Benannt wurde Lexington in Ehren von Lexington/Massachusetts, der Stadt, wo der Amerikanische Unabhängigkeitskrieg begann. Lexington behauptet, die „Barbecue-Hauptstadt der Welt“ zu sein. Seit 1984 findet jedes Jahr das Lexington Barbecue Festival in Lexington statt. Mitte der 1990er besaß die Kleinstadt insgesamt 20 Barbecue-Restaurants und hatte damit nach Lexington/Tennessee die zweithöchste Restaurantdichte der USA.

## Persönlichkeiten
- Robert F. Sink (1905–1965), Generalleutnant der United States Army
- William Lacy Swing (1934–2021), Diplomat und Botschafter